# ケイト&アンナ・マクギャリグル
ケイト・マクギャリグル（Kate McGarrigle、1946年2月6日 - 2010年1月18日） & アンナ・マクギャリグル（Anna McGarrigle、1944年12月4日 - ）は、ケベック州出身のカナダ人シンガーソングライターの姉妹によるデュオで、2010年1月18日にケイト・マクギャリグルが亡くなるまで活動していた。 

## 音楽キャリア
1960年代、ケイトがマギル大学で工学を、アンナがモントリオールのモントリオール美術学校 (École des beaux-arts de Montréal)で美術を学んでいた頃、2人は公の場でパフォーマンスを行い、自作曲を書き始めた。1963年から1967年にかけては、ジャック・ニッセンソン、ピーター・ウェルドンとコンビを組み、フォークグループ「マウンテン・シティ・フォー」を結成した。
2人の曲はリンダ・ロンシュタット、エミルー・ハリス、ジュディ・コリンズなどさまざまなアーティストにカバーされている。これらのカバーがきっかけとなって、1974年にマクギャリグル姉妹は最初のレコーディング契約を結んだ。2人は1976年にその名を冠したデビュー・アルバムをリリースし、2008年までにさらに9枚のアルバムを作成した。
ケベック州の英語圏コミュニティに関連しているが、フランス語で多くの曲を録音および演奏した。アルバム『Entre la jeunesse et la sagesse』『La vache qui pleure』の2枚は、すべてフランス語で書かれている。
ウェイド・ヘムズワースの曲「ログ・ドライヴァーのワルツ」 (The Log Driver's Waltz) のカヴァー・ヴァージョンは、1979年にカナダ国立映画局のジョン・ウェルドン監督のアニメーション映画のサウンドトラックとして有名になった。 
ニック・ケイヴ・アンド・ザ・バッド・シーズの2001年のアルバム『永遠の誓い (No More Shall We Part)』ではバッキング・ボーカルを担当した。
2人は21世紀に入っても曲の執筆、録音、演奏を続け、ゲリー・コンウェイ、パット・ドナルドソン、ケン・ピアソン、ミシェル・ペピン、チェイム・タネンバウム、ジョエル・ジフキンなどと共演していた。

## 私生活
アンナとケイト・マクギャリグルは、アイルランド系とフランス系カナダ人の混血でモントリオールで生まれた。2人はサンソヴェール北部の郊外で育ち、村の修道女からピアノを学んだ。 
ケイト・マクギャリグルは1971年にシンガーソングライターのラウドン・ウェインライトIIIと結婚した。2人の子供はルーファスとマーサであり、どちらも歌手である。2人は1976年に離婚した。ケイト・マクギャリグルは2010年に63歳で、まれな形態の癌である肉腫で亡くなった。
アンナ・マクギャリグルは、カナダのジャーナリストで作家のデーン・ランケンと結婚している。夫婦にはリリー・ランケンとシルヴァン・ランケンの2人の子供がおり、ケベック州との国境のすぐ西にあるオンタリオ州ノース・グレンガリーに住んでいる。デーンは姉妹のアルバムのいくつかにボーカリストとして出演しており、2007年には彼女たちの経歴の伝記を書いている。
もう一人の姉妹、ジェーン・マクギャリグルは映画やテレビの作曲家で、ケイトとアンナのビジネス・マネージャーを務め、デュオにも数曲を作り、演奏している。:114

## 名誉と表彰
2人は1993年にカナダ勲章を叙勲され、2004年に総督実演芸術賞を受賞した。
2006年11月22日、トロントで開催された2006年SOCAN表彰で生涯功労賞を受賞した。
2010年11月18日、2人はエミルー・ハリスから贈られるモジョ・ルーツ・アワードを受賞した。ケイトが年明け早々のお1月18日にに亡くなっていため、アンナとケイトの2人の子供ルーファスとマーサが賞を受け取った。

## ディスコグラフィ

### アルバム
- 『ケイト&アンナ・マクギャリグル・ファースト』 - Kate & Anna McGarrigle (1976年)
- 『ダンサー・ウィズ・ブルーズド・ニーズ』 - Dancer with Bruised Knees (1977年)
- 『プロント・モント』 - Pronto Monto (1978年)
- Entre la jeunesse et la sagesse (1980年) ※『French Record』というタイトルでも知られている
- 『ラヴ・オーバー・アンド・オーバー』 - Love Over and Over (1982年)
- Heartbeats Accelerating (1990年)
- 『マタペディア』 - Matapédia (1996年) ※1997年ジュノー賞（グループによる年間ルーツ＆トラディショナル・アルバム）を受賞
- 『マクギャリグル・アワー』 - The McGarrigle Hour (1998年) ※1999年ジュノー賞（グループによる年間ルーツ＆トラディショナル・アルバム）を受賞
- La vache qui pleure (2003年)
- 『マクギャリグル・クリスマス・アワー』 - The McGarrigle Christmas Hour (2005年)
- ODDiTTiES (2010年)
- 『テル・マイ・シスター』 - Tell My Sister (2011年)
- Sing Me the Songs：Celebrating the Works of Kate McGarrigle (2013年)

### 参加アルバム
- マリア・マルダー : 『ドーナッツ・ショップのウェイトレス』 - Waitress in a Donut Shop (1974年) ※「クール・リヴァー」「トラヴェリン・シューズ（ケイトのみ）」 [12]
- リンダ・ロンシュタット : 『哀しみのプリズナー』 - Prisoner in Disguise (1975年) ※「アイム・フォーリング・ダウン」
- リチャード&リンダ・トンプソン : Sunnyvista  (1979年) ※「You're Gonna Need Somebody」「Sisters」「Traces of My Love」[13]
- エミルー・ハリス : 『ブルーバード』 - Bluebird (1989年) ※「Love Is」[14]
- Various Artists : Songs of the Civil War (1991年) ※「Was My Brother in the Battle?」「Better Times Are Coming」「Hard Times Come Again No More」
- チーフタンズ : The Bells of Dublin (1991年) ※「Il Est Né/Ca Berger」
- Various Artists :  'Til Their Eyes Shine (The Lullaby Album) (1992年) ※「Lullaby For A Doll」
- エミルー・ハリス : 『レッキング・ボール』 - Wrecking Ball (1995年) ※「Going Back To Harlan」「Waltz Across Texas Tonight」[12]
- Various Artists : Live at the World Cafe: Volume 9 (1999年) ※「DJ Serenade」
- エミルー・ハリス&リンダ・ロンシュタット : 『ウェスタン・ウォール:ザ・ツーソン・セッションズ』 - Western Wall: The Tucson Sessions (1999年) ※「All I left behind you」「1917」「Sisters of mercy」
- エミルー・ハリス : 『レッド・ダート・ガール』 - Red Dirt Girl (2000年) ※「J'Ai Fait Tout」 (ケイトのみ、楽器演奏)、「Boy From Tupelo」 (ケイトのみ、ボーカル)[12]
- ニック・ケイヴ・アンド・ザ・バッド・シーズ : 『永遠の誓い』 - No More Shall We Part (2001年)
- エミルー・ハリス : 『スタンブル・イントゥ・グレース』 - Stumble into Grace (2003年) ※「I Will Dream」「Little Bird」「O Evangeline」「Cup of kindness」 (毛糸の身)[12]
- Various Artists : Leonard Cohen：I'm Your Man サウンドトラック (2006年) ※「Winter Lady」（マーサ・ウェインライトと）
- エミルー・ハリス : 『オール・アイ・インテンディド・トゥ・ビー』 - All I Intended to Be (2008年) ※「Moon Song」「Sailing 'Round The Room」「How She Could Sing the Wildwood Flower」[12]
- Various Artists : Northern Songs: Canada's Best and Brightest (2008年) ※「Entre Lajeunesse et la Sagesse」
- マリアンヌ・フェイスフル : 『イージーカム、イージーゴー』 - Easy Come, Easy Go (2008年) ※「Flandyke Shore」

## フィルモグラフィ

### DVD
- McGarrigle Hour (1999年) ※ルーファス・ウェインライト、マーサ・ウェインライト、ラウドン・ウェインライトIII、チェイム・タネンバウム、ジェーン・マクギャリグル、エミルー・ハリス、リンダ・ロンシュタット、リリー・ランキンと共演
- A Not So Silent Night (2009年) ※ルーファス・ウェインライト、マーサ・ウェインライトと共演

### 映画作品
- The Log Driver's Waltz (1979年) - NFB制作。ジョン・ウェルドン監督によるウェイド・ヘムズワースの曲の短編アニメーション
- 姉妹は、キャロライン・リーフ監督のドキュメンタリー映画のテーマとなった。 (1981年)[15]
- Blackfly (1991年) – バックアップボーカル
- Before Tomorrow (Le Jour avant le lendemain) (2008年) – デンマークの作家、ヨルン・リエル (Jørn Riel)の小説『Før morgendagen』を基にしたカナダのドラマ映画

## 書誌
- Lanken, Dane (2007). Kate and Anna McGarrigle Songs and Stories. Canada: Penumbra Press. ISBN 978-1-897323-04-5
- Lanken, Dane (2007). Thirty-three Kate and Anna McGarrigle Songs. Canada: Penumbra Press. ISBN 978-1-897323-05-2
- McGarrigle, Anna; McGarrigle, Jane (2015). Mountain City Girls. Canada: Penguin Random House. ISBN 978-0-345-81402-9